# 毛呂山町立毛呂山中学校
毛呂山町立毛呂山中学校（もろやまちょうりつ もろやまちゅうがっこう）は、埼玉県入間郡毛呂山町に所在する公立中学校。

## 概要
- 毛呂山町の中心部に位置しており、生徒は主に毛呂山小学校、泉野小学校から入学する。
- 生徒たちや、町の住民などからは、『毛呂中』などと略されて呼ばれている。
- 体育館が二つあったが、耐震基準に引っかかったため、2010年より第一体育館が使用禁止となった。その後、2012年4月16日に第一体育館の跡地に武道場が設立され、2012年6月20日、新武道場の落成式が行われた。新武道場での初の柔道の授業を2年生が行った。
  - 校舎の裏手にあった旧武道場は解体された。現在は更地になっている。
- 2007年度から2学期制に移行するため、保護者や住民の間で論議が起こっていた。

## 学校教育目標
夢をもち世界にはばたく毛呂山の子ども
自ら学び 共感し 行動できる生徒

## 歴史
- 1947年（昭和22年）4月に旧東雲校舎（毛呂山小学校）として開校され、現在に至っている。

## 部活動
- 剣道部
- バスケットボール部（男・女）
- バドミントン部
- 野球部
- パソコン部
- サッカー部
- 卓球部（男・女）
- 陸上部（男・女）
- 吹奏楽部
- ソフトテニス部（男・女）
- 芸術部
- 水泳部（期間限定・希望者のみ）
- 駅伝部（期間限定・希望者のみ）

## 出身者
- 大竹しのぶ（女優）
- ダンカン（タレント）
- 武藤祐太（プロ野球選手）
- 瀬戸大也（競泳選手）
- 高部瑛斗（プロ野球選手）
- 木村遥音（バスケットボール選手）